# Iris Bell
Iris Bell (* 21. Juli 1934 in Charleston, West Virginia; † 19. April 2008 in Buckhannon, West Virginia) war eine US-amerikanische Rhythm-&-Blues-, Soul- und Jazzmusikerin (Piano, Gesang, Songwriting).
Bell lernte bis zum 14. Lebensjahr klassisches Klavier und begann 1951, als professionelle Musikerin zu arbeiten. Sie leitete ein Jazztrio, mit dem sie im Raum Charleston mehr als 15 Jahre aktiv war. Mit ihrem Trio, dem auch ihr Mann Derek Pierson (Kontrabass) angehörte, spielte sie in den 1960er- und 70er-Jahren mehrere mit ihrem Mann komponierte Songs auf Singles ein, wie „Baby, You've Got Soul“ (Tramp T023), „One Strong Woman“/„Honky Games“ (Highclass 1973, BG 10168) und „Something Else“ (Cadillac Records, mit Butch Miles). Unter der Bandbezeichnung The Iris Bell Adventure hatte sie ab 1968, zunächst mit Pierson und Drummer Butch Miles, ein mehrjähriges Engagement in Ann Arbor, wo auch ihr einziges Album At the Rubaiyat (1969) entstand, das überwiegend Eigenkompositionen der Bandmitglieder enthielt. 1977 kehrte sie wieder nach Charleston zurück, wo sie ihr Trio reaktivierte und nun auch als Solistin auftrat. In den 1980er Jahren wurde sie mehrfach zum West Virginia Jazz Festival eingeladen. 
Bell schrieb 1962 das Lied This is My West Virginia, die zu einer der drei Hymnen des Bundesstaats West Virginia wurde.